# Золотое (Крым)
Золото́е (до 1948 года Алата́й; укр. Золоте, крымскотат. Ala Tay, Ала Тай Асмакай Аджи) — село в Красногвардейском районе Республики Крым, входит в состав Найдёновского сельского поселения (согласно административно-территориальному делению Украины — Найдёновского сельского совета Автономной Республики Крым).

## Население
| 2001 | 2014 |
| ---- | ---- |
| 88   | ↘48  |

Всеукраинская перепись 2001 года показала следующее распределение по носителям языка
| Язык             | Процент |
| ---------------- | ------- |
| русский          | 70.45   |
| крымскотатарский | 25,0    |
| болгарский       | 2.27    |
| украинский       | 2.27    |

### Динамика численности
| - 1805 год — 37 чел. - 1864 год — 17 чел. - 1886 год — 76 чел. - 1889 год — 91 чел. - 1892 год — 103 чел. - 1902 год — 65 чел. | - 1915 год — 72/43 чел. - 1926 год — 180 чел. - 1989 год — 92 чел. - 2001 год — 88 чел. - 2009 год — 80 чел. - 2014 год — 48 чел. |

## Современное состояние
На 2017 год в Золотом числится 1 улица — Горького; на 2009 год, по данным сельсовета, село занимало площадь 33 гектара на которой, в 25 дворах, проживало 80 человек.

## География
Золотое — маленькое село в степном Крыму на юго-востоке района, у границы с Нижнегорским районом, высота центра села над уровнем моря — 82 м. Соседние сёла: Орловка в 5,5 км на юго-запад, Найдёновка в 7,5 км на запад и Ястребки Нижнегорского района в 2,5 км на восток. Расстояние до райцентра — около 42 километров (по шоссе) на север, ближайшая железнодорожная станция — Элеваторная — примерно в 35 километрах. Транспортное сообщение осуществляется по региональной автодороге 35Н-241 от шоссе
35Н-264 Октябрьское — Садовое (по украинской классификации — С-0-10630).

## История
Первое документальное упоминание села встречается в Камеральном Описании Крыма… 1784 года, судя по которому, в последний период Крымского ханства Алитай входил в Карасубазарский кадылык Карасубазарского каймаканства. После присоединения Крыма к России (8) 19 апреля 1783 года, (8) 19 февраля 1784 года, именным указом Екатерины II сенату, на территории бывшего Крымского Ханства была образована Таврическая область и деревня была приписана к Симферопольскому уезду. После Павловских реформ, с 1796 по 1802 год, входила в Акмечетский уезд Новороссийской губернии. По новому административному делению, после создания 8 (20) октября 1802 года Таврической губернии, Алатай был включён в состав Табулдынской волости Симферопольского уезда.
В Ведомости о всех селениях в Симферопольском уезде состоящих с показанием в которой волости сколько числом дворов и душ… от 9 октября 1805 года, Алатай записан как Асмакай-Аджи с 6 дворами и 37 жителями крымскими татарами На военно-топографической карте генерал-майора Мухина 1817 года обозначена деревня Алатай с 11 дворами. После реформы волостного деления 1829 года деревню Алатай, согласно «Ведомости о казённых волостях Таврической губернии 1829 года», отнесли к Айтуганской волости (преобразованной из Табулдынской). На карте 1836 года в деревне 25 дворов. Видимо, в результате эмиграции крымских татар, деревня заметно опустела и на карте 1842 года Алатай обозначен условным знаком «малая деревня», то есть, менее 5 дворов.
В 1860-х годах, после земской реформы Александра II, деревню приписали к Зуйской волости. В «Списке населённых мест Таврической губернии по сведениям 1864 года», составленном по результатам VIII ревизии 1864 года, Алатай — владельческаяя татарская деревня с 4 дворами, 17 жителями и мечетью при колодцах. По обследованиям профессора А. Н. Козловского начала 1860-х годов, в селении имелись колодцы с пресной водой глубиной 35 саженей (около 74 м). На трёхверстовой карте 1865—1876 года в Алатае обозначено 6 дворов. Вскоре, вследствие эмиграции татар, особенно массовой после Крымской войны 1853—1856 годов, в Турцию, деревня опустела окончательно. Возрождена в 1871 году, на 2391 десятинах земли, под названием Александргейм (в память об Александргейме Пришибской волости, откуда прибыли поселенцы), немецкими колонистами, католиками. На 1886 год в деревне Александргейм (Алай), согласно справочнику «Волости и важнѣйшія селенія Европейской Россіи», проживало 76 человек в 14 домохозяйствах, действовали католический млитвенный дом и школа. В «Памятной книге Таврической губернии 1889 года», по результатам Х ревизии 1887 года, записана как Алатай с 12 дворами и 91 жителем
После земской реформы 1890 года, Алатай отнесли к Табулдинской волостии. Согласно «…Памятной книжке Таврической губернии на 1892 год», в деревне Алатай, входившей в Алатайское сельское общество, числилось 67 жителей в 9 домохозяйствах, владевших 2392 десятинами земли, 36 человек в 5 дворах — безземельные. По «…Памятной книжке Таврической губернии на 1902 год» в деревне Алатай (вместе с хутором Джайчи), входившей в Алатайское сельское общество, числилось 65 жителей в 9 домохозяйствах. По Статистическому справочнику Таврической губернии. Ч.II-я. Статистический очерк, выпуск шестой Симферопольский уезд, 1915 год, в деревне Алатай Табулдинской волости Симферопольского уезда числилось 16 дворов с немецким населением в количестве 72 человек приписных жителей и 43 — «посторонних», из которых 55 мужчин и 59 женщин. Жители владели 1391 десятиной удобной земли. В хозяйствах имелось 110 лошадей, 126 волов, 25 коров и 88 голов мелкого скота.
После установления в Крыму Советской власти и учреждения 18 октября 1921 года Крымской АССР, в составе Симферопольского уезда был образован Биюк-Онларский район, в состав которого включили село. В 1922 году уезды получили название округов. 11 октября 1923 года, согласно постановлению ВЦИК, в административное деление Крымской АССР были внесены изменения, в результате которых был ликвидирован Биюк-Онларский район и село включили в состав Симферопольского. Согласно Списку населённых пунктов Крымской АССР по Всесоюзной переписи 17 декабря 1926 года, в селе Алатай, Табулдинского сельсовета Симферопольского района, числилось 29 дворов, все крестьянские, население составляло 180 человек, из них 168 немцев, 4 русских, 2 украинца, 1 болгарин, действовала немецкая школа. На 1931 год в селе проживало 215 человек. Постановлением КрымЦИКа от 15 сентября 1930 года был вновь создан Биюк-Онларский район (указом Президиума Верховного Совета РСФСР № 621/6 от 14 декабря 1944 года переименованный в Октябрьский), теперь как немецкий национальный (лишённый статуса национального постановлением Оргбюро ЦК КПСС от 20 февраля 1939 года) немецкий, село включили в его состав. Вскоре после начала Великой Отечественной войны, 18 августа 1941 года крымские немцы были выселены, сначала в Ставропольский край, а затем в Сибирь и северный Казахстан.
После освобождения Крыма от фашистов в апреле, 12 августа 1944 года было принято постановление № ГОКО-6372с «О переселении колхозников в районы Крыма» и в сентябре 1944 года в район приехали первые новоселы (57 семей) из Винницкой и Киевской областей, а в начале 1950-х годов последовала вторая волна переселенцев из различных областей Украины. С 25 июня 1946 года Алатай в составе Крымской области РСФСР. Указом Президиума Верховного Совета РСФСР от 18 мая 1948 года, Алатай переименовали в Золотое. 26 апреля 1954 года Крымская область была передана из состава РСФСР в состав УССР. Время включения в Колодезянский сельсовет пока не установлено: на 15 июня 1960 года село уже числилось в его составе.
Указом Президиума Верховного Совета УССР «Об укрупнении сельских районов Крымской области», от 30 декабря 1962 года, Октябрьский район был упразднён и Золотое присоединили к Красногвардейскому району. Между 1968 и 1974 годом образован Найдёновский сельсовет, в который включили село. По данным переписи 1989 года в селе проживало 92 человека. С 12 февраля 1991 года село в восстановленной Крымской АССР, 26 февраля 1992 года переименованной в Автономную Республику Крым. С 21 марта 2014 года в составе Крыма аннексировано Россией.